# Willington (Durham)
Willington – miasto w Anglii, w hrabstwie Durham. Leży 11 km na południowy zachód od miasta Durham i 371 km na północ od Londynu. W 2001 miasto liczyło 7000 mieszkańców.